# ایمنی (پزشکی)
مصونیت یا ایمنی (به انگلیسی: Immunity) در دانش پایه زیست‌شناسی و پزشکی نشان از حالتی دارد که بدن جاندار دارای توان دفاعی کافی در برابر عفونت، بیماری، عامل بیماری‌زا یا عوامل ناخواستهٔ دیگر باشد.
ایمنی شامل هر دو گروه، اجزای اختصاصی و غیر اختصاصی می‌گردد. اجزای اختصاصی در بدن جاندار فقط فعالیت‌های دفاعی انجام می‌دهند. اما ایمنی اجزای غیر اختصاصی به سازگارپذیری و توانمندسازی برای مقاومت در برابر بیماری‌های پیش رو اشاره می‌کند.

## ایمنی ذاتی
دستگاه ایمنی ذاتی یا غیر اختصاصی در اصل نخستین سطح محافظتی بدن است و شامل یاخته‌هایی است که به شکل عمومی بیمارگرها را در بدن یافته و نابود می‌کنند. دستگاه ایمنی ذاتی شامل هر دو ایمنی سلولی و ایمنی هومورال می‌باشد و در گیاهان و حیوانات وجود دارد.

## ایمنی سازگارپذیر
در دستگاه ایمنی سازگار (که تنها در مهره‌داران یافت می‌شود)، پاسخی که توسط دستگاه ایمنی ذاتی تولید می‌شود پایدار است و سبب مصونیت می‌شود.